# Хусеин Мемић
Хусеин Мемић (бошњ. Husein Memić; Нови Пазар, 24. март 1983) је српски политичар и бивши професор физичке културе. Мемић је мастер туризмолог, лиценцирани туристички водич, потпредседник Санџачке демократске партије и актуелни министар туризма и омладине у Влади Републике Србије.

## Биографија
Рођен је 1983. године у Новом Пазару, где је завршио основну и средњу школу. На Универзитету у Приштини је стекао звање професора физичке културе, а касније ја завршио мастер студије туризма и хотелијерства на Алфа БК универзитету у Београду. Поседује лиценцу за туристичког водича издату од стране Министарства економије Републике Србије.
Између 2008. и 2012. године је био стручни сарадник за спорт и рекреативни туризам, као и члан Управног одбора Туристичке организације Нови Пазар. Потом је био директор Културног центра Нови Пазар. Оснивач је хуманитарне организације Отворена рука.
Народна скупштина Републике Србије га је 26. октобра 2022. године изабрала за министра туризма и омладине.
Ожењен је и отац троје деце.

## Награде и признања
- Награда за допринос у култури, Задужбина Родољуба Нићифоровића (2018)
- Културни образац, Министарство културе и информисања Републике Србије (2019)